# Omer Harou
Omer Théobald Joseph Harou (Fayt-lez-Seneffe, 22 september 1815 - Gouy-lez-Piéton, 29 februari 1872) was een Belgisch senator en burgemeester.

## Levensloop
Harou was een zoon van burgemeester en vrederechter Emmanuel Harou en van Albertine de Villers au Tertre. Hij trouwde met Emilie de Wavrin de Villers au Tertre.
Hij was agent van het discontokantoor van de Nationale Bank in La Louvière. 
Hij was schepen van Familleureux van 1856 tot 1862 en burgemeester van 1862 tot aan zijn dood.
In 1863 werd hij verkozen tot liberaal senator voor het arrondissement Charleroi en vervulde dit mandaat tot in 1870.